# Tiziana Maiolo
Tiziana Maiolo (Parma, 23 giugno 1941) è una giornalista ed ex politica italiana.

## Biografia
Tiziana Maiolo nasce nel 1941 a Parma, ma si trasferisce successivamente a Milano con la famiglia. Si dedica all'insegnamento prima di diventare nel 1976 giornalista professionista. È stata giornalista de il manifesto. Il suo primo incarico nelle istituzioni data al 1990, quando è eletta al consiglio comunale di Milano nella lista Antiproibizionisti sulla droga, legata al  Partito Radicale di Marco Pannella. Il suo interesse principale all'epoca è in effetti la politica sulle droghe; è inoltre tra i fondatori dell'associazione Nessuno tocchi Caino per l'abolizione della pena di morte nel mondo.
Alle elezioni politiche del 1992 si candida da indipendente nelle liste di Rifondazione Comunista per la Camera dei deputati, della quale entra nella Commissione Giustizia. Approfitta del suo incarico per farsi un'idea della situazione carceraria visitando diversi penitenziari italiani.
Alla  elezioni amministrative del 1993 si candida a sindaca di Milano, capeggiando una lista civica che porta il nome "Giustizia Ecologia Libertà" ed è appoggiata anche dai Radicali. La lista viene prima esclusa dalla competizione elettorale per irregolarità nella presentazione delle firme, per poi essere riammessa. In seguito a ciò, la Maiolo chiede un rinvio della data delle elezioni, che non le viene concesso. Il risultato è insoddisfacente: la Maiolo come candidata ottiene lo 0,8% e pure il 2,6% raccolto dalla lista non è sufficiente per la rielezione a consigliere.
Con la discesa in campo nella politica di Silvio Berlusconi, nel 1994 aderisce all'area di Forza Italia, con la quale viene eletta alla Camera nel 1994 e nel 1996, entrando a far parte anche dell'ufficio di presidenza di Montecitorio come segretario. Diviene presidente della commissione Giustizia della Camera.
Nel 1995 venne indagata dalla DDA di Catanzaro per concorso esterno in associazione mafiosa e voto di scambio a seguito delle dichiarazioni del collaboratore di giustizia Franco Pino, che accusò lei e il collega Vittorio Sgarbi di aver promesso alla 'ndrina Piromalli in cambio di voti l'abolizione del carcere duro ma l'indagine venne archiviata per mancanza di prove.

### Assessore comunale
Nel 2001 entra nella giunta comunale di Milano guidata da Gabriele Albertini come assessora alle politiche sociali. L'anno successivo istituisce un premio intitolato a Maria Grazia Cutuli (l'inviata del Corriere della Sera uccisa in Afghanistan) per giornaliste che si siano occupate in modo particolare della condizione delle donne nel mondo. Nell'agosto del 2004 viene eletta nel Comitato CEDAW (Convention on the Elimination of All Forms of Discrimination against Women) dell'ONU.
Nel 2006 diventa assessora alle attività produttive nella giunta comunale di Letizia Moratti, incarico che ricopre fino al 2008, quando dà le dimissioni a causa di contrasti con il sindaco.
Dal gennaio 2009 è Assessora del comune di Buccinasco con delega alla sicurezza, trasporti pubblici e viabilità, finanziamenti pubblici.

### Parentesi FLI e ritorno nel PdL
Il 25 ottobre 2010 aderisce al movimento finiano Futuro e Libertà. L'8 febbraio 2011, intervistata durante il programma radiofonico La Zanzara di Radio 24, durante una puntata dedicata a "La morte dei quattro bimbi rom bruciati vivi a Roma due giorni fa", ha dichiarato, suscitando clamore, che è più facile educare un cane di un rom. Il giorno stesso, a causa delle polemiche, si scusa della frase detta e si dimette da portavoce del coordinamento milanese di Futuro e Libertà. Torna allora nel PDL e presiede dal 20 aprile 2011 l'Associazione dalla parte della Democrazia di Roberto Lassini. Non viene rieletta nel 2013 e torna all'attività giornalistica.

### Dopo la politica
Dopo la fine della carriera politica, la Maiolo è divenuta editorialista del quotidiano Il Dubbio nel 2016, e successivamente col rinato Il Riformista nel 2019 diretto da Piero Sansonetti, con quest'ultimo che collabora e si occupa prevalentemente di politica e cronaca nera.
Nel 2023 lascia Il Riformista e inizia a collaborare con l'Unità, sempre al seguito da Sansonetti.

## Controversie
Sulla base delle dichiarazioni del collaboratore di giustizia Franco Pino, nel novembre del 1995 scattò un'operazione congiunta di Carabinieri e polizia che portò all'arresto dell'avvocato Antonio Cersosimo e di Antonio Tursi Prato, ex consigliere regionale socialista che avrebbe fatto da intermediario con Giacomo Mancini per il quale tuttavia il GIP Durante non firmò l'ordine di custodia cautelare; sotto inchiesta finirono anche i parlamentari Vittorio Sgarbi e Tiziana Maiolo di Forza Italia, rispettivamente presidenti della Commissione Cultura e Giustizia di Montecitorio e alle ultime elezioni politiche candidati in Calabria, con l'accusa di associazione mafiosa e voto di scambio poiché, secondo l'accusa, entrambi "avrebbero svolto un'attività di delegittimazione della struttura antimafia sia con interventi pubblici che con prospettiva legislativa tale da rendere meno efficaci le potenzialità dell'Antimafia in campo penale". I due parlamentari, tramite due avvocati, avrebbero sollecitato consensi ai clan e non solo cosentini offrendo come "compenso" una campagna politica delegittimante di giudici antimafia e pentiti e assicurando inoltre iniziative legislative per rendere meno efficace la lotta alle cosche. Tuttavia nel luglio del 1996 il sostituto procuratore nazionale antimafia Emilio Ledonne chiese ed ottenne dal GIP la richiesta di archiviazione per i due parlamentari poiché non erano stati trovati riscontri alle accuse; uscì dall'inchiesta anche l'avvocato Enzo Lo Giudice (difensore anche di Bettino Craxi), accusato di essere stato l'intermediario tra gli 'ndranghetisti e Sgarbi e Maiolo chiedendo voti in cambio di iniziative a favore dei detenuti in carcere per mafia.

## Pubblicazioni
- Processo alla Giustizia, Venezia, Marsilio Editori, 1994 (coautrice).
- Il Diritto, la Giustizia e la Cultura, Spirali Editore, 1995.
- Introduzione ad Autobiografia di un inquisitore, Milano, Giornalisti editori, 1995.
- Dal Burqa ai Blue-Jeans, la guerra per le donne non finisce mai, Milano, 2004 (atti del convegno internazionale omonimo svoltosi nel 2001)
- pubblicazione illustrativa del CEDAW, 2005.
- Tangentopoli, Rubbettino Editore, 2011.
- 1992 - La notte del garantismo, Venezia, Marsilio Editori, 2015.
- 28 marzo. Il fattaccio di Viale Famagosta, Milieu, 2022.